# Athyrium asplenioides
Athyrium asplenioides là một loài dương xỉ trong họ Athyriaceae. Loài này được Michx. A.A. Eaton mô tả khoa học đầu tiên năm 1817.